# Heriberto Jara Corona
Heriberto Jara Corona est un général des forces armées mexicaines (10 juillet 1879 - 17 avril 1968), un des chefs de la révolution de 1911 qui chasse du pouvoir le dictateur Porfirio Diaz. 
En 1914, Jara devint secrétaire-général du gouvernement révolutionnaire de Veracruz et en 1916, gouverneur intérimaire et commandant des forces militaires de l'État de Tabasco.
Élu au Congrès constitutionnel, il participe à l'élaboration de la nouvelle constitution mexicaine (1917) et est par la suite ambassadeur à Cuba (1919-20) puis ministre de la Marine (1941-46). Il est décoré de l'Ordre du Mérite (1943) et du Prix Staline pour la paix en 1950. Son nom est donné à l'aéroport international de Veracruz.